# كعكة جنوة
كعكة جنوة هي كعكة فواكه تتكون من زبيب وكرز مثلج ولوز وقشر برتقال أو ماؤه مطبوخ في خليط من الدقيق والبيض والزبدة والسكر.  